# Pietre runiche di Hagby

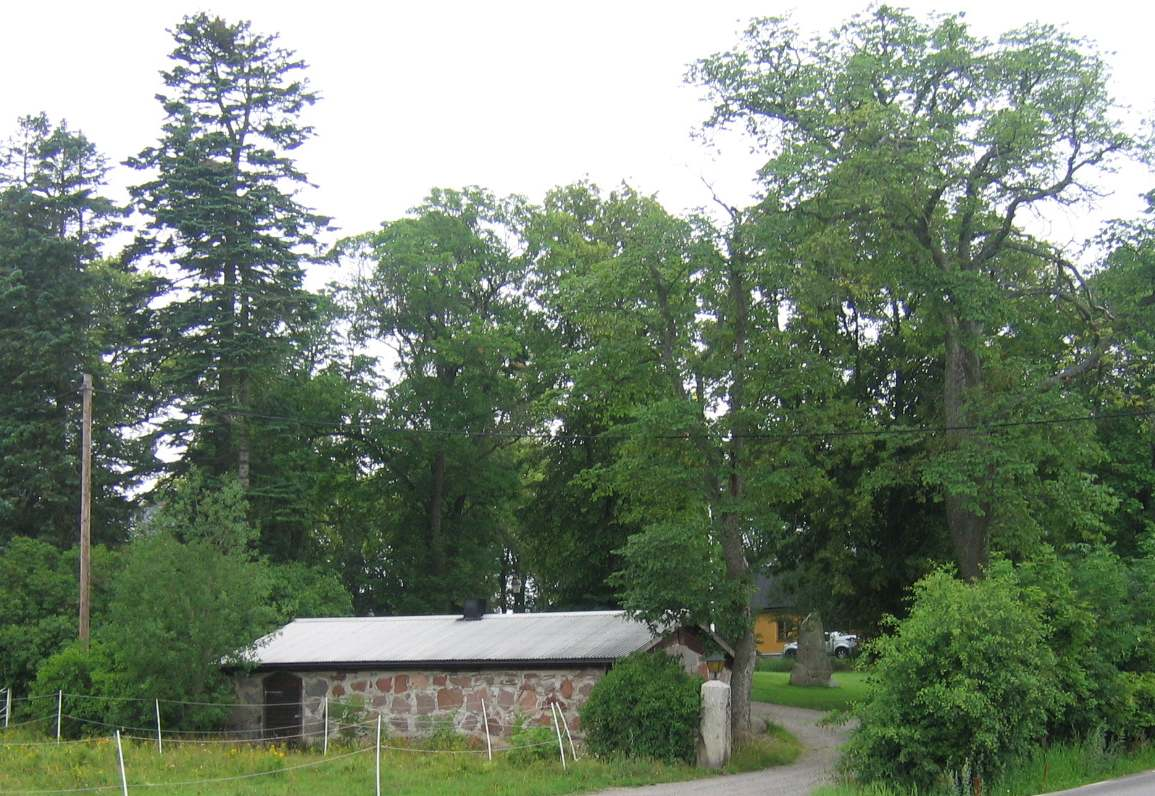
Vista della fattoria Hagby. Si può notare la pietra runica U 153.

Le Pietre runiche di Hagby sono quattro pietre runiche erette nel cortile della fattoria Hagby, Uppland, Svezia. Sono incise in norreno e risalgono tutte all'XI secolo.
Tre dei monoliti (U 153, U 154 e U 155) furono realizzati per commemorare la morte di alcuni variaghi, avvenuta a Est, probabilmente nel Rus' di Kiev.
Negli anni 1920/1930 furono rinvenute nelle fondamenta della fattoria Litzby, la quale rimaneva a poche centinaia di metri da Hagby, ma che fu distrutta da un incendio negli anni 1880. I reperti erano bruciati e frammentati, ma fu comunque possibile riunire i 120 frammenti ritrovati e formare le quattro pietre runiche oggi visibili.
Nel possedimento di Hagby si trovano altre pietre runiche, tra cui la U 143 e la U 148.

## U 152

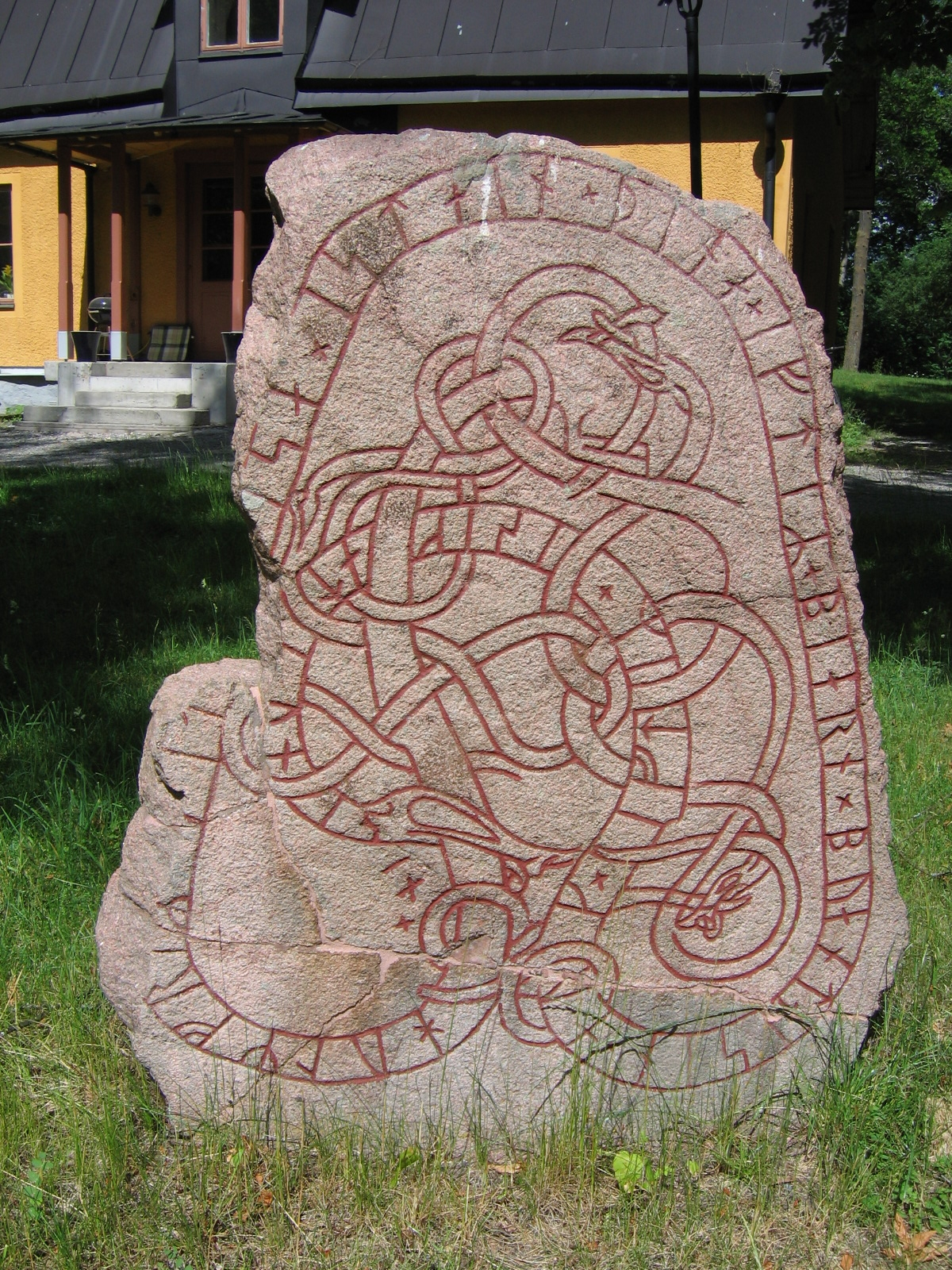
U 152.

Questo monolite fu commissionato da una dama di nome Holmfríðr, la quale perse contemporaneamente il marito Björn e il figlio Sighvatr.

### Traslitterazione in caratteri latini
× hulmfriR × -it --isa × istain × þina × iftiR × biarn × buanta isin × auk × iftiR × isikat (s)un isin ×

### Trascrizione in norreno
Holmfriðr [l]et [ræ]isa stæin þenna æftiR Biorn, boanda sinn, ok æftiR Sighvat, sun sinn.

### Traduzione in italiano
"Holmfríðr eresse questa pietra in memoria di Bjôrn, suo marito, e in memoria di Sighvatr, suo figlio."

## U 153

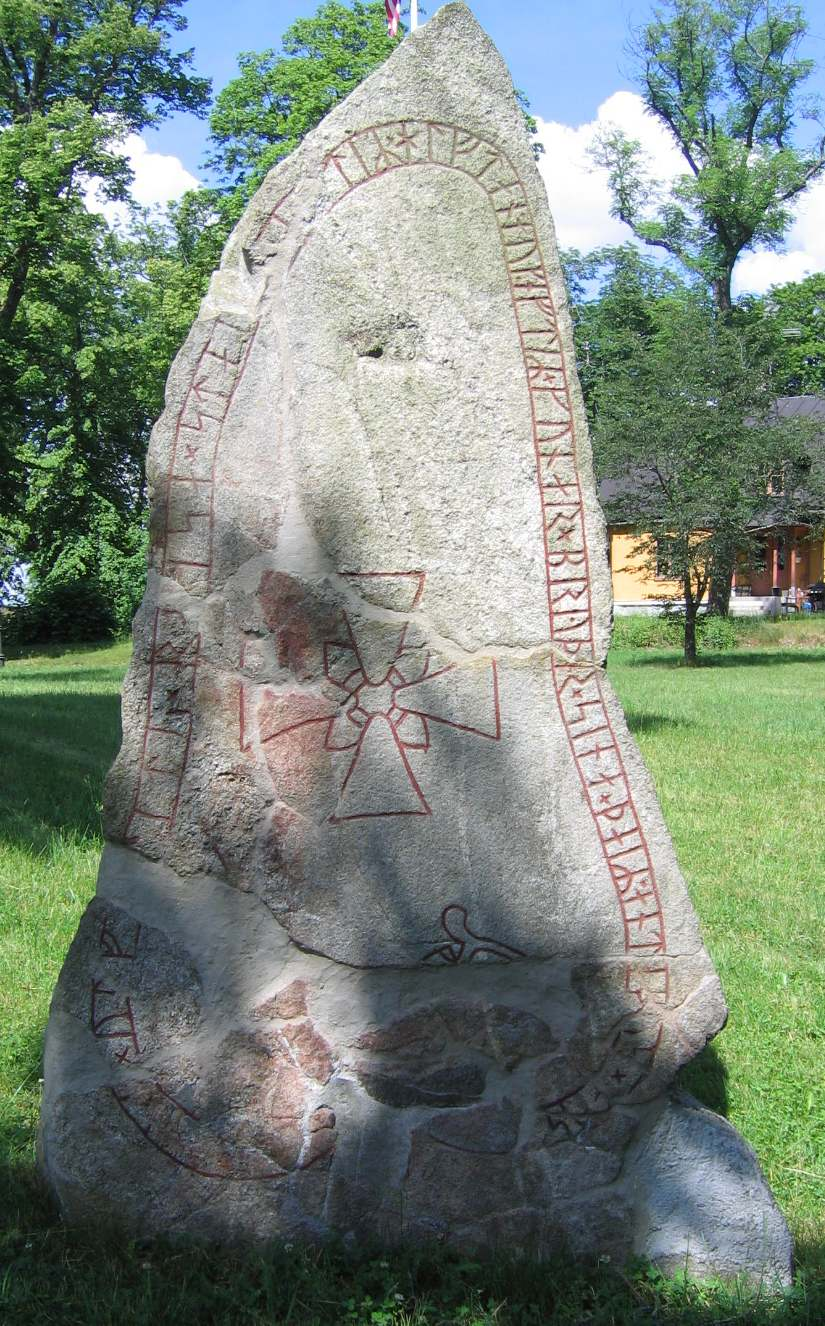
U 153.

Questo monolite fu realizzato dagli stessi autori della pietra runica U 155, cioè Sveinn e Ulfr, che probabilmente è l'altra pietra runica citata nel testo. L'incisione ci parla di Halfdan e Gunnarr, variaghi, morti a Est.

### Traslitterazione in caratteri latini
...[(u)](a)i- × [(a)]uk × ulf- litu × raisa × stai-(a) × e(f)tiR × hlftan * auk * eftiR × kunar × bryþr × sina × þaiR * antaþus × aust... ...(u)m

### Trascrizione in norreno
[S]væi[nn] ok Ulf[R] letu ræisa stæi[n]a æftiR Halfdan ok æftiR Gunnar, brøðr sina. ÞæiR ændaðus aust[r] ...

### Traduzione in italiano
"Sveinn e Ulfr eressero queste pietre in memoria di Halfdan e in memoria di Gunnarr, loro fratelli. Incontrarono la loro fine a est..."

## U 154

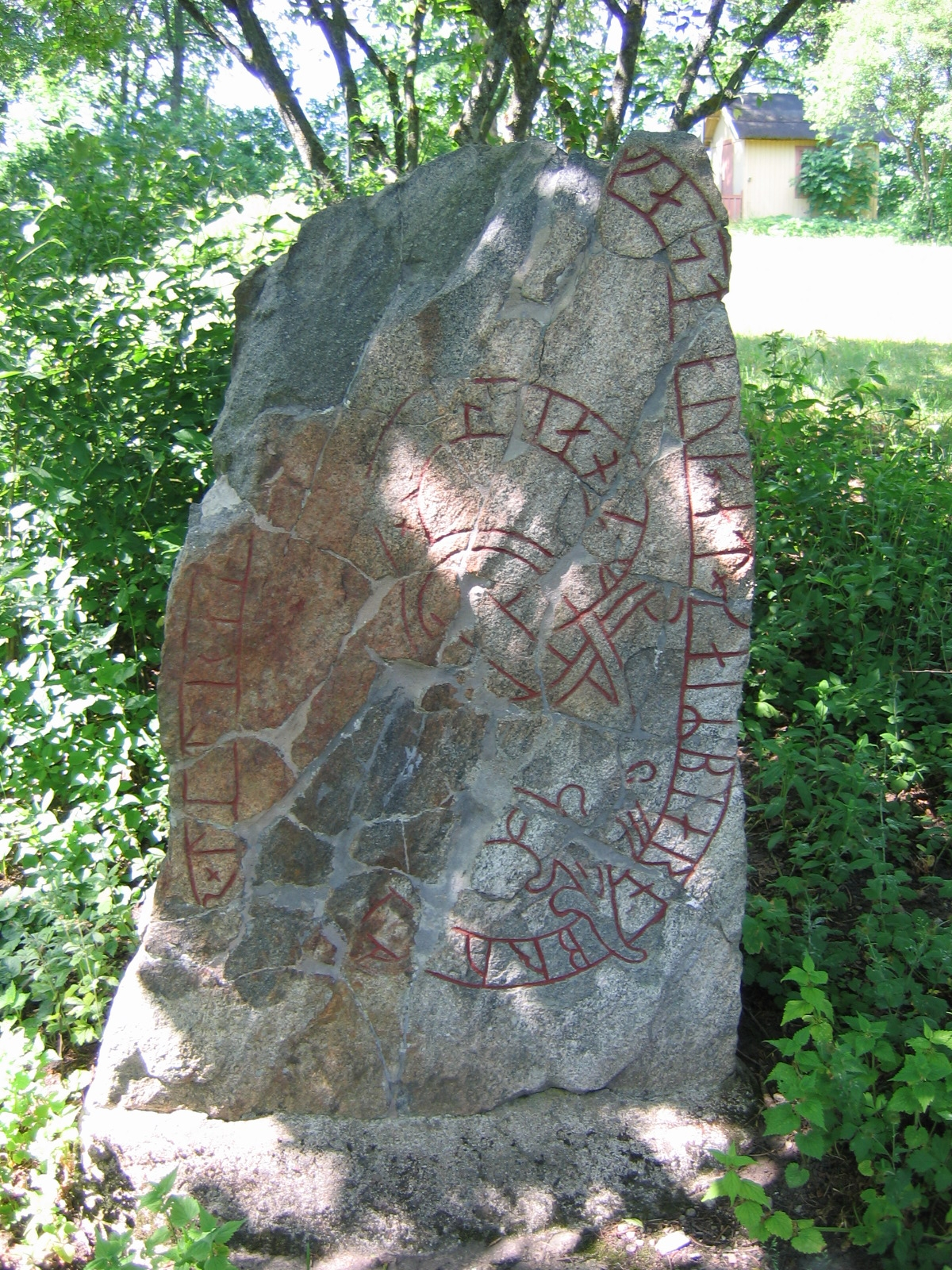
U 154.

Anche questa pietra runica fu eretta in memoria dei variaghi che perirono da qualche parte a est, ma questi uomini non sono gli stessi citati nella U 153 o U 155.

### Traslitterazione in caratteri latini
[þ(o)]...r × lit × rai... ... ...fast * auk × at × (k)aiRbiarn × bruþ- ... ...i(R) * (t)o a(u)s... ×

### Trascrizione in norreno
... let ræi[sa] ... ...fast ok at GæiRbiorn, brøð[r] ... [þæ]iR dou aus[tr].

### Traduzione in italiano
"... eressero... ... ?fastr e in memoria di Geirbjôrn, (loro) fratelli. Morirono nell'est."

## U 155

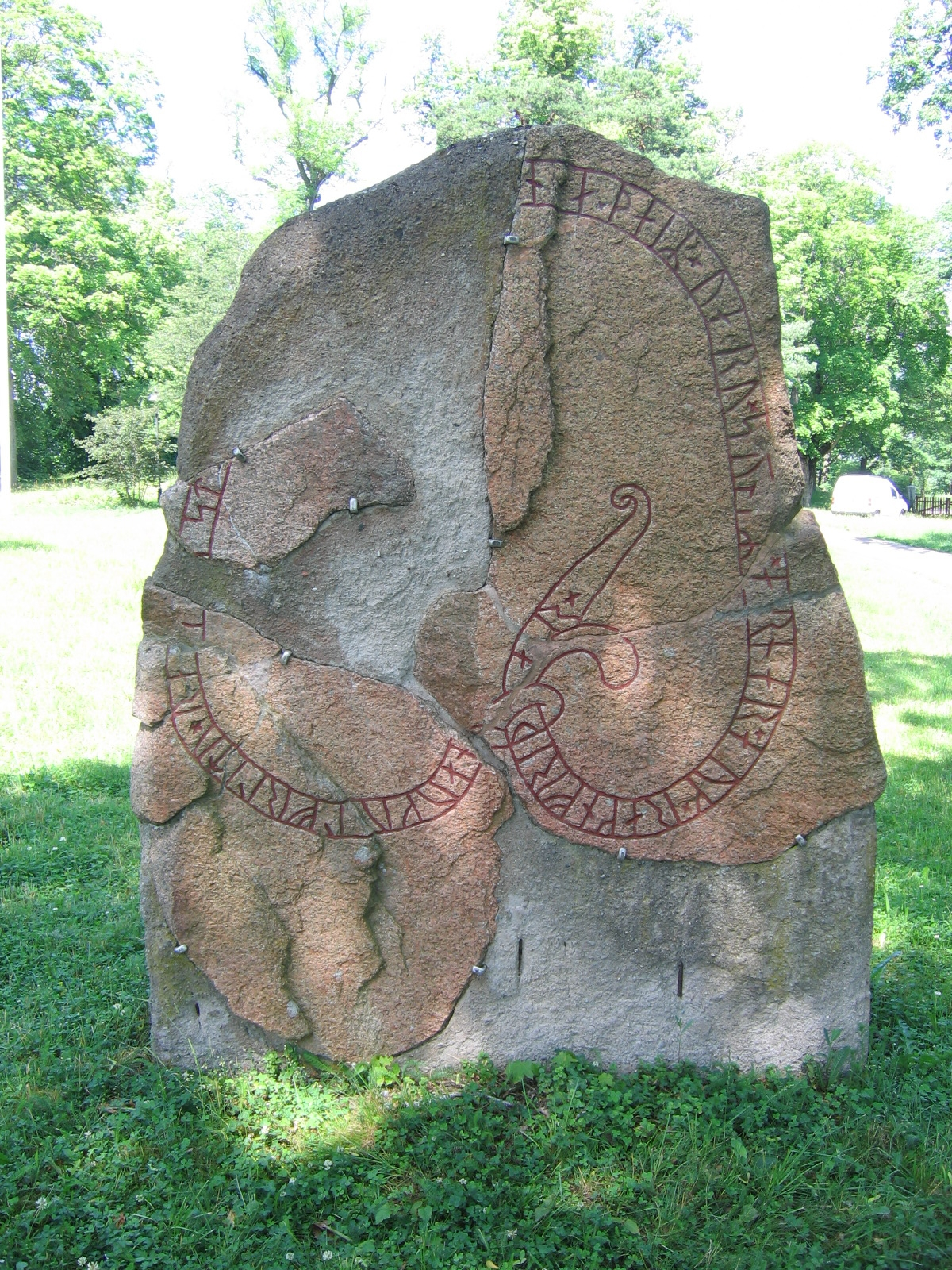
U 155.

Questo monolite fu eretto da Sveinn e Ulfr, gli stessi che fecero erigere la U 153. Questa iscrizione aggiunge le persone di Örn e Ragnfríðr, genitori dei quattro fratelli.

### Traslitterazione in caratteri latini
...n × auk × ulfr litu × rai(s)(a) sta... ... ... ...na × þaiR × uaru × suniR × arnar × auk × raknfriþar ×

### Trascrizione in norreno
[Svæi]nn ok UlfR letu ræisa stæ[ina æftiR brøðr si]na. ÞæiR vaRu syniR ArnaR ok RagnfriðaR.

### Traduzione in italiano
"Sveinn e Ulfr eressero le pietre in memoria dei loro fratelli. Questi sono i figli di Ôrn e Ragnfríðr."